# Хорхе Олгуин
Хорге Марио Олгуин (рођен 17. маја 1952. у Долоресу, Буенос Ајрес) је бивши аргентински фудбалер који је играо као дефанзивац. Он је можда најпознатији по томе што је учествовао у победничком тиму Светског купа 1978. године. Од свог пензионисања као играч руководио је многим фудбалским клубовима.

## Играчка каријера
Углавном распоређен као центархалф у клубу, Олгуин је позициониран као десни бек у репрезентацији пос тренером Цезар Луис Меноти. Међу његовим постигнућима као играч има и једно Светско првенство са фудбалском репрезентацијом Аргентине, Копа Либертадорес и шест титула аргентинске лиге.
Каријеру је започео у Сан Лорензу 1971. године, играо је за клуб 8 година, за то време освојили су три трофеја (1972. Метрополитано, 1972 Национал и 1974 Национал).
1978. године, Олгуин је укључен у репрезентацију Аргентине за светски куп. Након успеха на светском купу продат је у Индепендијенте, где се неко време борио против Педра Монзона за место у првом тиму.
Олгуин је позван да се прикључи Аргентини у одбрани светске титуле на светском купу у Шпанији 1982., али су гаучоси имали лошу кампању, испавши у другој групној фази.
Олгуин је 1983. освојио свој једини трофеј са Индепендијентеом, освојивши Метрополитано са једним бодом изнад свог бившег тима, Сан Лорензо.
Године 1984. Олгуин је продат у Аргентинос Јуниорс, где је освојио још две лигашке титуле. 1985. помогао је Аргентинцима да освоје своју прву и једину титулу Копа Либертадорес. За Аргентиносе је наставио да игра до пензије 1988. године.